# 中村文弥
中村 文弥（なかむら ぶんや、1946年1月10日 - 2001年1月17日）は、日本の元俳優、スタントマン、スーツアクター。主に特撮テレビドラマで活躍した。愛称は「ブン」。埼玉県出身。

## 来歴
1963年（昭和38年）、演劇を志し、17歳で東京小劇場に入る。その後、劇団ふじへ移籍し、同劇団で講師を務めていた殺陣師の大野幸太郎と出会う。
1964年（昭和39年）、大野率いる大野剣友会に立ち上げから参加。大野に師事、立ち回りなどを習う。
大野剣友会では、剣技に関して群を抜く腕前で、高橋一俊と共に殺陣の指導をするまでになった。剣友会のもと、舞台や各種アトラクション、テレビドラマに関わる。
1969年（昭和44年）、23歳。『柔道一直線』（TBS）で役者デビュー。以降、アクションスタントを中心にテレビドラマ、映画などで活躍。
1971年（昭和46年）、25歳。『仮面ライダー』（毎日放送）で剣友会がアクションを担当し、中村は戦闘員役で第1話から出演したほか、怪人のスーツアクターも務める。その後、第14話以降は仮面ライダー2号のメインスーツアクターを務めた。
同年、新聞のコラムに『ヒーローの素顔』として特集が組まれ、「変身後を演じるスタントマン」として『帰ってきたウルトラマン』の菊池英一、『宇宙猿人ゴリ（スペクトルマン）』の上西弘次、そして『仮面ライダー』の中村の素顔が写真入りで紹介された。
1972年（昭和47年）、26歳。『変身忍者 嵐』（毎日放送）で「嵐」役を担当。
『変身忍者 嵐』では、通常の時代劇では袴や着物の裾で隠れる下半身がタイツスーツゆえにごまかせず、重心を落とした殺陣の基本形を常に意識させられ、苦労したと語っている。同作は時代劇であり、中村が得意とする剣戟の本領を発揮した代表作とも言える作品である。
同年、「週刊少年マガジン」4月9日発売号の巻頭特集として大野剣友会が取り上げられた。後楽園ゆうえんちでの仮面ライダーショーの楽屋裏で煙草を吸う中村の写真が、記事の扉に使われている。
同年、日本テレビが『突撃! ヒューマン!!』の岩城淳一郎／ヒューマン役を中村に打診。同番組は『仮面ライダー』が裏番組になる予定で、局側としても「打倒・仮面ライダー」との意気込みでのオファーだった。しかし、中村は「仲間の出ている番組の敵にまわりたくない」として主演デビューの機会を蹴り、これを断っている。
1973年（昭和48年）、27歳。『仮面ライダーV3』（毎日放送）で敵役ヨロイ元帥を演じる。同役ではマスクを被っているものの、独特の表情や声の作り方により印象的な役柄となっている。
1979年（昭和54年）、33歳。大野剣友会は大野が代表から会長に退き、岡田を代表とする新体制に移行。大野の引退を受け、芸能界から引退する。
同年、剣友会が新体制下で挑んだ『仮面ライダー (スカイライダー)』（毎日放送）では、大野剣友会の下準備に協力。
1998年（平成10年）、52歳。テレビの特番で、岡田や新堀和男ら剣友会メンバーとともに藤岡弘と再会する姿が、最後のテレビ出演となった。藤岡とは10数年ぶりの再会であり、固く抱き合った。
2001年（平成13年）1月17日、悪性リンパ腫のため死去。享年55。誕生日からちょうど1週間後の出来事でもあった。晩年はOA機器の部品製造会社を経営していた。

## 人物
大野剣友会きっての二枚目で気立ても優しく、中屋敷哲也をはじめ後輩から慕われていた。後輩の一人である河原崎洋央は「負けず嫌いで、意地になる」性格であると証言している。
元来俳優志望であったため、剣友会の担当するドラマに顔出し出演していることも多い。剣友会内では経理や渉外などの事務運営も務めていた。
自動車好きであり、『イナズマン』ではそれを活かしてカースタントに挑戦している。

### 仕事への姿勢
ヒーロー役を演じる際は、外見だけでなく内面も演じることを心がけていた。中村の立ち姿の美しさや絡みの上手さは大野剣友会一と謳われ、剣友会初代代表の大野幸太郎は多くの人間が仮面ライダーを演じたが中村が最高であったと評しており、東映生田スタジオ所長の内田有作も「背中の演技」を評価している。
仮面ライダーを演じていたころはよく怪我をしていたが、「怪我をする演技をやることが役者の恥」という考えから周囲に怪我のことは絶対に言わなかったという。後年のインタビューでは、怪我をしても先のことを考えずにがむしゃらにできた若さがあったから仕事を続けることができたことを述べている。
また、剣劇出身であることから刀を折ることを一番の恥と考えており、竹光を用いた『変身忍者 嵐』でも動きにくい衣裳にもかかわらず刀を折ることはなかった。

## エピソード
時代劇中心だった剣友会が、『仮面ライダー』で急にヒーローアクションを請けることになり、中村は「最初は戸惑った」と語っている。しかし、仮面を着けた芝居であっても、中では必ず喜怒哀楽の表情を心がけたとのことで、大野剣友会創始者の大野幸太郎のほか、岡田勝や中屋敷鉄也ら後輩は、「面を着けての感情を持たせた演技は中村が一番うまかった」と口を揃えている。
2号の衣装は、それまで使っていた1号をリペイントなどして使用したもので、マスクも藤岡弘に合せて作られたものだった。
『仮面ライダー』初期にショッカーの戦闘員を演じていた中村は、スタッフが撮影中に仮面ライダーのマスクを地面に置いた様を見て激怒し、「その面をなんだと思ってる!! そいつは主役の顔なんだぞ!」とスタッフを大声で怒鳴りつけた。この光景が、殺陣師を務めていた高橋一俊の目にとまり、次のライダーでスーツアクターを担うきっかけとなった。経緯は漫画『仮面ライダーをつくった男たち』100頁に描かれている。
『仮面ライダー』役に抜擢後、年下ながら若干先に入会していた中村へ気を遣う高橋に対し「いっしゅん（高橋）、気を遣わずどんどん要求してくれよ」と声をかけ、殺陣師である高橋が万全に取り組めるよう配慮していたという。
『仮面ライダー』のオートバイスタントは室町レーシングチームが担当していたが、スケジュール等で不在の際は中村がライダーの衣装を着用しサイクロン号に乗ったこともあるという。中村曰く「やってみれば、意外とできてしまうもんだ」と語っている。
かなづちである。2号編エンディングの、当時お台場にあった貯木場で仮面ライダーが戦闘員らとともに海へ飛び降りるシーンでは、本番前にライダー役の中村も飛び降りろと指示され仰天したと語っている。
『イナズマン』の怪人タケバンバラが唱える「ヤンブラムカナ…」という呪文は、中村の名をさかさまにしたものである。
テレビ番組でのキャスト・クレジット（字幕）は、大野剣友会の最古参である中村文弥がトップになることが多いが、剣友会のメンバー表示は比較的ランダムであり、彼が真（ヒーロー役）とは限らない。このあたりは真の演者を真っ先にクレジット紹介するジャパンアクションクラブ (JAC) と異なる。クレジット自体が使いまわされることも多く、番組によっては同じオープニングで中村の名がゲスト分も合わせ2回表示されることも頻繁にみられた。
大野剣友会が養護施設の慰問へ訪れた際、歩けないはずの子どもが仮面ライダーを見るために立ち上がったことがあった。中村は、このとき養護教諭が「自分たちが365日かけて頑張っても『仮面ライダー』には勝てない」と涙ながらに述べたと語り、『仮面ライダー』は自身に奇跡を見せてくれたヒーローであると述懐した。

## 出演
※太字はメインキャラクター。

### 特撮
- 仮面ライダー（1971年 - 1973年）-  仮面ライダー1号（ED、第9話のラストシーン）、ショッカー戦闘員（第1話、第3話）、サラセニア人間（第4話）[12]、かまきり男（第5話）[12]、仮面ライダー2号（第14話 - 第52話[4]）、再生カメレオン男の声（第13話）、バス乗客（第16話）、水泳のコーチ（第22話）、ムカデラスに協力する男（27話）、山田（第31話） ほか多数
- 変身忍者 嵐（1972年 - 1973年） - 嵐[10]、大久保家御用人（第3話）、伊賀忍者・典馬（第20話） ほか
- 超人バロム・1（1972年） - バロム・1[10][2]（撮影会、第1話）、パトカーの警官（第2話）
- 仮面ライダーV3（1973年 - 1974年） - 村の男（第13話[10]）、ガマボイラー（第14話）[13]、デストロンの戦闘員が化けた運送業者（第16話）、白スーツの男（第21話）、原始タイガー（第34話）[14]、ヨロイ元帥 ほか
- イナズマン（1973年 - 1974年） - イナズマン[10][2]、ファントム帝国囚人（第24話） ほか
- 仮面ライダーX（1974年） - 怪人、GOD戦闘工作員、アポロガイスト[15] ほか
- イナズマンF（1974年） - イナズマン、市民A（第23話）ほか
- 仮面ライダーアマゾン（1974年 - 1975年） - 十面鬼の人面岩中央の顔[10]、仮面ライダーアマゾン（後半[10]）、獣人[注釈 1]
- 仮面ライダーストロンガー（1975年） - 仮面ライダーストロンガー（1話、2話は中屋敷鉄也と兼任）、ライダーマン（最終回[10]）、奇械人[注釈 2]、岩石大首領[18]、落ち武者（第19話） ほか
- 秘密戦隊ゴレンジャー（1975年 - 1977年） - アオレンジャー[4][2]、ミドレンジャー[4][2]（前半）、アカレンジャー（代役）[19]、イーグル将校、イーグル科学者（第36話）、黒十字軍暗殺者（第38話）、川上参謀（第52話） ほか
- 全員集合!7人の仮面ライダー!!（1976年1月3日）
- 宇宙鉄人キョーダイン（1976年 - 1977年）
- ザ・カゲスター（1976年） - カゲスター、冷凍される男性（第6話）、セニョール五月（第30話） ほか
- 大鉄人17（1977年） - レッドマフラー隊員、長崎助手 ほか

### テレビドラマ
- 柔道一直線
- 見合い恋愛（1969年、日本テレビ）第12話「恋のまわり道」 - 健太郎（石立鉄男）の同僚・石原
- キイハンター
- 人形佐七捕物帳
- 白い牙
- Gメン'75

### 映画
- やくざ刑事 マリファナ密売組織（1970年、東映）
- 仮面ライダーV3対デストロン怪人（1973年、東映） - ドクバリグモ人間態[10]
- 五人ライダー対キングダーク（1974年、東映）
- エスパイ（1974年、東宝） - ウルロフの部下
- ザ・カゲスター（1976年、東映） - 刑務所の囚人、カゲスター

### その他
- 後楽園ゆうえんち「仮面ライダーショー」、「レッドタイガーショー」ほか